# Jaina Lee Ortiz
Jaina Lee Ortiz (Californië, 20 november 1986) is een Amerikaanse televisie- en filmactrice. Haar bekendste rollen zijn die van Annalise Villa in Rosewood (2015-2017) en Andy Herrera in Station 19 (2018-heden).

## Filmografie
- Girls Trip (2017)
- Laid Out (2013)
- Misfire (2012)
- High Voltage (2008)
- Sad Spanish Song (2004)

## Televisieseries
*Eenmalige gastrollen niet vermeld
- Station 19 - Andy Herrera (2018 - 2024)
- Grey's Anatomy - Andy Herrera (3 afleveringen)
- Shooter - Angela Tio (2017)
- Rosewood - Annalise Villa (2015-2017)
- The Shop (2012)
- Scream Queens (2010)